# Pomonięta
Pomonięta (ukr. Помонята) – wieś na Ukrainie w rejonie rohatyńskim obwodu iwanofrankiwskiego.
Znajduje tu się przystanek kolejowy Pomonięta, położony na linii Tarnopol – Stryj.